# Angol temető (Nápoly)
A nápolyi angol temetőt 1826-ban alapította a Santa Maria della Fede templom kertjében Sir Henry Lushington, brit nagykövet. 1980-ban, miután a város tulajdonába került, a sírköveket elbontották  helyet csinálva egy tágas parknak. Ma csak kilenc 19. századi sírkő emlékeztet az egykori temetőre.